# Ephoria postarcuata
Ephoria postarcuata là một loài bướm đêm trong họ Geometridae.